# Vuelta a España 1978
La 33.ª edición de la Vuelta a España se disputó del 25 de abril al 14 de mayo de 1978 con un recorrido de 2995 km dividido en un prólogo y 19 etapas, dos de ellas dobles, con inicio en Gijón y final en San Sebastián. 
Participaron 99 corredores repartidos en 10 equipos, de los que sólo lograron finalizar la prueba 52 ciclistas.
El vencedor, Bernard Hinault, que se impuso en 5 etapas, cubrió la prueba a una velocidad media de 35,014 km/h y junto a Ferdi Van den Haute fueron los únicos corredores que vistieron el maillot amarillo de líder en esta edición. José Pesarrodona y Jean-René Bernaudeau le acompañaron en el podio.
De las etapas disputadas, seis fueron para ciclistas españoles. El belga Van den Haute fue el vencedor de la clasificación por puntos y Andrés Oliva logró la victoria en la clasificación de la montaña. 
Por la mañana, el primer sector de la decimonovena etapa de la carrera fue neutralizado entre Durango y San Sebastián debido al lanzamiento de troncos a los corredores por parte del público asistente. El segundo sector de la decimonovena etapa, que debía disputarse esa misma tarde, una contrarreloj en San Sebastián, fue anulado debido a algunos incidentes entre el público asistente.
Tras estos incidentes, El Correo renunció a organizar más ediciones de la Vuelta a España. Al año siguiente, Unipublic se hizo cargo de la ronda ciclista. Debido a esta absoluta falta de respeto hacia los ciclistas, la nueva organización de la Vuelta a España decidió que de entonces en adelante LaVuelta no volvería a pisar territorio vasco. En 2005, en un fugaz paso no previsto por el vuelco de un camión en la ruta original por la provincia de Burgos, La Vuelta se vio obligada a transitar durante 4 kilómetros por la provincia de Vizcaya, fuertemente vigilada y escoltada por la Guardia Civil. No habría salidas y llegadas en la Vuelta en el País Vasco hasta 2011. Ese año, el País Vasco acogió dos salidas de etapa (Oyón y Bilbao) y dos llegadas (Bilbao y Vitoria).

## Etapas
| Etapa   | Fecha       | Recorrido                                                                         | Km        | Ganador                    | Líder               |
| Prólogo | 25 de abril | Gijón                                                                             | 8,6 (CRI) | Bernard Hinault            | Bernard Hinault     |
| 1.ª     | 26 de abril | Gijón - Gijón                                                                     | 144       | Jos Schipper               | Bernard Hinault     |
| 2.ª     | 27 de abril | Gijón - Cangas de Onís                                                            | 94        | Enrique Cima               | Bernard Hinault     |
| 3.ª     | 28 de abril | Cangas de Onís - León                                                             | 187       | Ferdi Van den Haute        | Ferdi Van den Haute |
| 4.ª     | 29 de abril | León - Valladolid                                                                 | 171       | Patrick Lefevere           | Ferdi Van den Haute |
| 5.ª     | 30 de abril | Valladolid - Ávila                                                                | 136       | Willy Teirlinck            | Ferdi Van den Haute |
| 6.ª     | 1 de mayo   | Torrelaguna - Torrejón de Ardoz                                                   | 46        | Fons Van Katwijk           | Ferdi Van den Haute |
| 7.ª     | 2 de mayo   | Torrejón de Ardoz - Cuenca                                                        | 160       | Domingo Perurena           | Ferdi Van den Haute |
| 8.ª     | 3 de mayo   | Cuenca - Benicasim                                                                | 249       | Fons Van Katwijk           | Ferdi Van den Haute |
| 9.ª     | 4 de mayo   | Benicasim - Tortosa                                                               | 156       | Ferdi Van den Haute        | Ferdi Van den Haute |
| 10.ª    | 5 de mayo   | Tortosa - Calafell                                                                | 201       | Willy Teirlinck            | Ferdi Van den Haute |
| 11.ªa   | 6 de mayo   | Calafell - Barcelona                                                              | 67        | Javier Elorriaga           | Ferdi Van den Haute |
| 11.ªb   | 6 de mayo   | Barcelona                                                                         | 3,8 (CRI) | Bernard Hinault            | Ferdi Van den Haute |
| 12.ª    | 7 de mayo   | Bellaterra (Sardañola del Vallés) - Tossa de Montbui (Santa Margarita de Montbuy) | 205       | Bernard Hinault            | Bernard Hinault     |
| 13.ª    | 8 de mayo   | Igualada - Jaca                                                                   | 243       | Salvatore Maccali          | Bernard Hinault     |
| 14.ª    | 9 de mayo   | Jaca - Logroño                                                                    | 219       | Bernard Hinault            | Bernard Hinault     |
| 15.ª    | 10 de mayo  | Logroño - Miranda de Ebro                                                         | 131       | Jean-Philippe Vandenbrande | Bernard Hinault     |
| 16.ª    | 11 de mayo  | Miranda de Ebro - Santuario de la Bien Aparecida                                  | 208       | Vicente Belda              | Bernard Hinault     |
| 17.ª    | 12 de mayo  | Ampuero - Bilbao                                                                  | 123       | Enrique Cima               | Bernard Hinault     |
| 18.ª    | 13 de mayo  | Bilbao - Amurrio                                                                  | 154       | Bernard Hinault            | Bernard Hinault     |
| 19.ªa   | 14 de mayo  | Amurrio - San Sebastián                                                           | 84        | Domingo Perurena           | Bernard Hinault     |
| 19.ªb   | 14 de mayo  | San Sebastián                                                                     | (CRI)     | Anulada                    | Bernard Hinault     |

## Equipos participantes
| Equipo                | Jefe de filas                 |
| Kas                   | José Antonio González Linares |
| Old Lord's-Splendor   | Eddy Van Den Broeck           |
| Transmallorca - GIOS  | José Manuel García Rodríguez  |
| Renault-Gitane        | Bernard Hinault               |
| Bode Deuren - Shimano | Cees Bal                      |

| Equipo                    | Jefe de filas       |
| Novostil - Helios         | Antonio Abad        |
| Marc Zeepcentrale-Superia | Ferdi Van den Haute |
| Safir - Beyers - Ludo     | Benny Schepmans     |
| Selección de Italia       | Giuseppe Passuello  |
| Teka                      | Carlos Melero       |

## Clasificaciones
En esta edición de la Vuelta a España se diputaron cinco clasificaciones que dieron los siguientes resultados:
| \| 1. \| Bernard Hinault \| Francia \| REN \| 85h 24' 14" \| \| \| 2. \| José Pesarrodona \| España \| KAS \| + 3' 02" \| \| \| 3. \| Jean-René Bernaudeau \| Francia \| REN \| + 3' 47" \| \| \| 4. \| Eulalio García \| España \| TEK \| + 4' 23" \| \| \| 5. \| Jos Schipper \| Holanda \| MAR \| + 4' 28" \| \| \| 6. \| Ferdi Van den Haute \| Bélgica \| MAR \| + 5' 52" \| \| \| 7. \| José Nazabal \| España \| KAS \| + 6' 12" \| \| \| 8. \| Enrique Martínez Heredia \| España \| KAS \| + 6' 53" \| \| \| 9. \| Gonzalo Aja \| España \| NOV \| + 10' 12" \| \| \| 10. \| Vicente López Carril \| España \| KAS \| + 13' 57" \| \| |                          |         |     |             |  |
| 1. | Bernard Hinault          | Francia | REN | 85h 24' 14" |  |
| 2. | José Pesarrodona         | España  | KAS | + 3' 02"    |  |
| 3. | Jean-René Bernaudeau     | Francia | REN | + 3' 47"    |  |
| 4. | Eulalio García           | España  | TEK | + 4' 23"    |  |
| 5. | Jos Schipper             | Holanda | MAR | + 4' 28"    |  |
| 6. | Ferdi Van den Haute      | Bélgica | MAR | + 5' 52"    |  |
| 7. | José Nazabal             | España  | KAS | + 6' 12"    |  |
| 8. | Enrique Martínez Heredia | España  | KAS | + 6' 53"    |  |
| 9. | Gonzalo Aja              | España  | NOV | + 10' 12"   |  |
| 10. | Vicente López Carril     | España  | KAS | + 13' 57"   |  |

| \| 1. \| Ferdi Van den Haute \| Bélgica \| MAR \| 218 puntos \| \| 2. \| Willy Teirlinck \| Bélgica \| REN \| 157 puntos \| \| 3. \| Bernard Hinault \| Francia \| REN \| 130 puntos \| |                     |         |     |            |
| 1. | Ferdi Van den Haute | Bélgica | MAR | 218 puntos |
| 2. | Willy Teirlinck     | Bélgica | REN | 157 puntos |
| 3. | Bernard Hinault     | Francia | REN | 130 puntos |

| \| 1. \| Andrés Oliva \| España \| TEK \| 112 puntos \| \| 2. \| Enrique Cima \| España \| KAS \| 81 puntos \| \| 3. \| Bernard Hinault \| Francia \| REN \| 60 puntos \| |                 |         |     |            |
| 1. | Andrés Oliva    | España  | TEK | 112 puntos |
| 2. | Enrique Cima    | España  | KAS | 81 puntos  |
| 3. | Bernard Hinault | Francia | REN | 60 puntos  |

| \| 1. \| Bernard Hinault \| Francia \| REN \| 31 puntos \| |                 |         |     |           |
| 1.                                                         | Bernard Hinault | Francia | REN | 31 puntos |

| \| 1. \| Kas \| España \| KAS \| 255h 41' 01" \| |     |        |     |              |
| 1.                                               | Kas | España | KAS | 255h 41' 01" |